# Ring Djursland
Ring Djursland är en racerbana i Pederstrup, Danmark. Den är 1 750 meter lång, har tre högerkurvor och en vänsterkurva. Banan ägs av Transport Uddannelses Center Djursland, som använder den dagligen för körtekniska kurser. Tidigare anordnades deltävlingar i Danish Touringcar Championship.
Ring Djursland öppnades 1965 och fick sin nuvarande utformning året efter. 1983 köptes banan av den danska staten, som renoverade den för att använda den som utbildningscentrum med avancerade kurser för lastbilschaufförer. Efter att ha förlorat sitt miljötillstånd, återöppnades den för racing 1994.